# Flandern-Rundfahrt 1961
Die Flandern-Rundfahrt 1961 war die 45. Austragung der Flandern-Rundfahrt, ein belgisches Eintagesrennen im Straßenradsport. Es wurde am 26. März 1961 über eine Distanz von 255 km ausgetragen. Sieger wurde Tom Simpson aus Großbritannien.

## Rennen
146 Radrennfahrer stellten sich dem Starter in Gent, Zielort war Wetteren. Die Flandern-Rundfahrt gehörte zur Rennserie Super Prestige Pernod 1961. Nach vielen erfolglosen Ausreißversuchen bildete sich 40 Kilometer vor dem Ziel eine Spitzengruppe von sechs Fahrern. Daraus konnten sich Simpson und Defilippis kurz vor dem Ziel noch lösen.
Das Finale wurde von den Wetterbedingungen beeinflusst. Der Wind hatte das Zielbanner verweht. Nino Defilippis legte nach dem Zielsprint Protest ein mit der Begründung, er hätte das Ziel nicht erkennen können. Der Protest wurde abgelehnt. 53 Fahrer erreichten das Ziel.

## Ergebnis
| Platz | Fahrer               | Team                      | Zeit              |
| ----- | -------------------- | ------------------------- | ----------------- |
| 1.    | Tom Simpson          | Rapha–Gitane–Dunlop       | 6: 22: 00 Stunden |
| 2.    | Nino Defilippis      | Carpano                   | gl. Zeit          |
| 3.    | Jo de Haan           | Rapha–Gitane–Dunlop       | + 0: 11 Min.      |
| 4.    | Emile Daems          | Philco                    | + 0: 34 Min.      |
| 5.    | Michel Stolker       | Helyett-Fynsec-Hutchinson | + 0: 56 Min       |
| 6.    | Camille Le Menn      | Peugeot–BP–Dunlop         | + 0: 59 Min       |
| 7.    | Jean Graczyk         | Helyett–Fynsec–Hutchinson | + 1: 00 Min       |
| 8.    | Arthur De Cabooter   | Carpano                   | gl. Zeit          |
| 9.    | Martin Van Geneugden | Torpedo                   | gl. Zeit          |
| 10.   | Frans Schoubben      | Peugeot–BP–Dunlop         | gl. Zeit          |